# Fosfolo
Il fosfolo è un composto organico eterociclico a 5 atomi contenente un atomo di fosforo. È un composto del fosforo analogo e isoelettronico di valenza con il pirrolo.
Il termine "fosfolo" si riferisce anche ai suoi derivati sostituiti, che fungono da ligandi per i metalli di transizione e da precursori per composti organofosforici più complessi.
Il primo fosfolo è stato scoperto nel 1953, seguito dal pentafenilfosfolo nel 1959 e il fosfolo genitore nel 1987 .